# جورجيا مخلوف
جورجيا مخلوف كاتِبَة لُبنانِيَّة وناقِدَة أدَب لِلتَّعبير الفَرنسي، تَعيش حَياتَها بَين باريس وبيروت.

## النقد الأدبي
عُضُو في هَيئَة تَحرير ملحق لوريون الأدبي، قابَلَت العَديد مِن الكُتَّاب لِهذا المُلحق الأدبي لوريون لوجور.

## الأعمال
- شظايا الذاكرة، بيروت، شظايا الطفولة، 2005، النصوص القصيرة التي يوضحها رشيد كورشي (سباق الجائزة الفرنسي-لبنان)
- الرجال الواقفون:الحوار مع الفينيقيين والمرضى، جوديث روثولد، 2007 (جائزة فينيكس)
- الغائبون، 2014[2][3]
- طعم من الشرق، ميركيور دي فرانس، 2014
- طعم الحرية، ميركيور دي فرانس، 2016

## المعرض

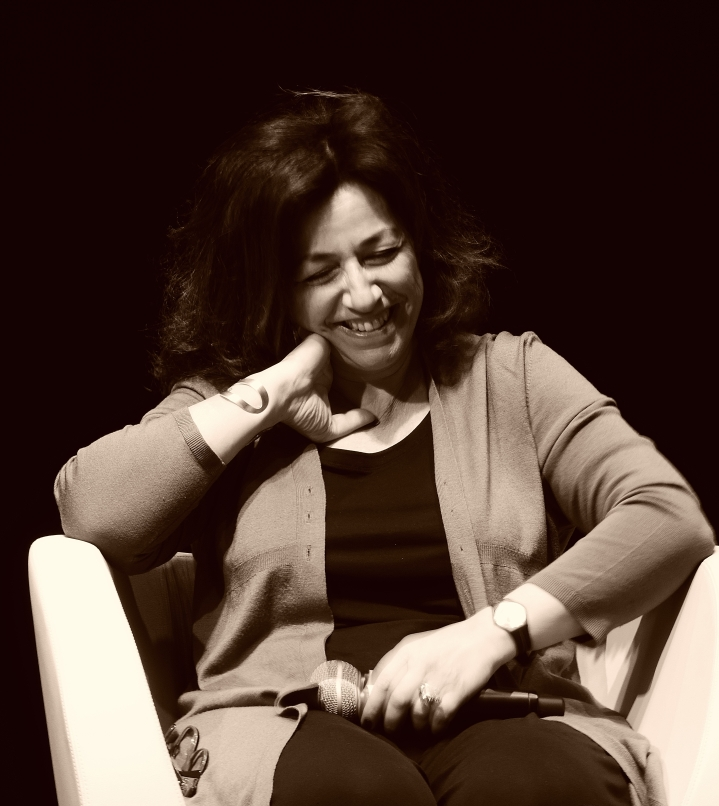
جورجيا مخلوف 2016.
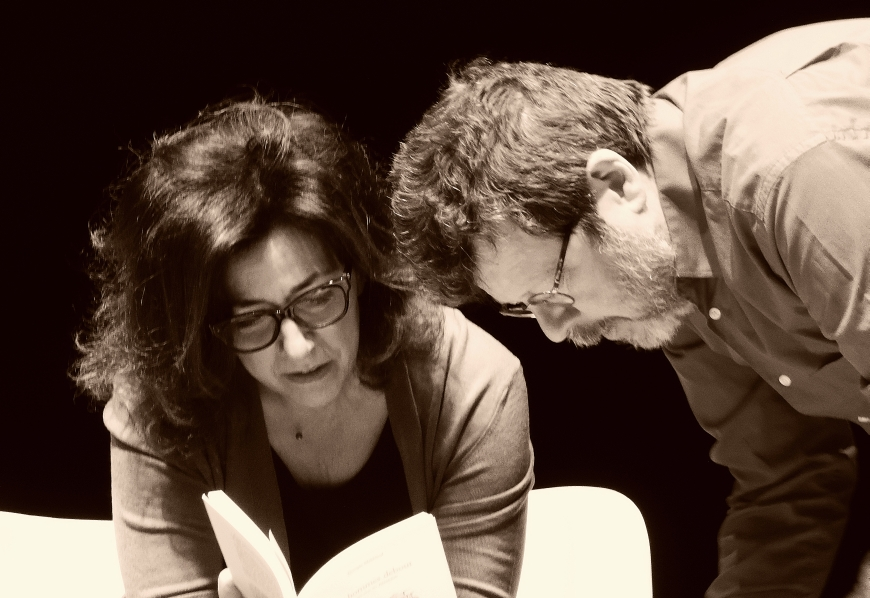
جورجيا مخلوف 2016.

## الروابط الخارجية
- Interview de Georgia Makhlouf, sur RFI.fr
- Archives de 240 articles, sur L'Orient Littéraire.